# Chant I de l'Énéide

Carte du voyage d’Énée.

Le Chant I de l‘Énéide est celui dans lequel Énée arrive en Italie par mer, sur les côtes de Lavinium. Virgile invoque la muse (ouverture traditionnelle dans l'épopée, qui n'est pas sans rappeler l’Iliade). 
Énée s'enfuit avec son père Anchise, son fils Ascagne et vingt bateaux remplis des survivants de la chute de Troie (réduits au nombre de trois à l'arrivée). Les dieux de l'Olympe lui ayant prédit qu'il fonderait un nouveau royaume, en l'occurrence Rome, il atteint au cours de son périple le sol d'Afrique, dans la région de l'actuelle Tunis, où il est accueilli par la reine de Carthage, Didon, anciennement reine de Tyr, déchue et trahie par son frère Pygmalion : les Libyens ont consenti à Didon une part de terrain en vertu de son sang royal.
Les allusions à l’Iliade sont présentes, lorsque Junon rappelle le Jugement de Pâris, l'hybris d'Ajax, le fils d'Oïlée. Elle se rend auprès d'Éole, et lui promet la main de la nymphe Déiopée s'il lâche ses vents sur la flotte d'Énée. Le dieu des vents y consent ; Énée se plaint de ne pas être mort au combat devant le désastre auquel il assiste. Neptune intervient, calme les vents très rapidement, assisté de Triton et de la Néréide Cymothoé, qui déploient leurs efforts pour sauver les vaisseaux échoués. Les sept vaisseaux qu'il reste à Énée, se détournent vers une île, retraîte de nymphes proche de la Libye. Il pleure ses amis morts noyés, dont le souvenir perdure. Vénus vient tenter de comprendre les desseins de Jupiter : elle fait allusion aux Romains, que la tradition fait descendre de la population des Troyens par Énée : Virgile le rappelle quand Vénus parle de Teucros, fils de Télamon et d'Hésione. Jupiter prophétise le règne d'Énée, la naissance d'Albe-la-Longue, la conquête du latium par la défaite des Rutules, la naissance de Romulus et Rémus, de Rome. Ensuite Jupiter ordonne à Mercure de déposer Énée et son équipage plus près des côtes africaines, près de Carthage, où il entame une expédition de reconnaissance en compagnie d'Achate, un fidèle soldat. Vénus une première fois leur apparaît, se fait passer pour une chasseresse et lui explique sur quelles terres il se trouve, puis pour une femme à la recherche de ses sœurs : sous ces traits, elle encourage son fils à aller plus loin dans les terres. La reine Didon accueille la délégation des arrivants ; Aphrodite, se demande si elle peut rendre Didon amoureuse d'Énée sans augmenter la colère de Junon, qu'elle tient pour responsable de l'hospitalité de Didon, qui empêcherait Énée de poursuivre sa destinée prédite. Devant les angoisses et les craintes de sa mère, Cupidon prend part au banquet sous les traits d'Iule et entreprend de plaire à Didon, afin qu'elle oublie son amour pour son défunt, et s'attache davantage à Énée, attendrie.
Partis du port d'Antandros, ils arrivèrent à Carthage où la reine Didon tomba amoureuse d'Énée : Virgile introduit la figure de Didon dans la culture occidentale selon un système de double écriture dont le premier niveau superficiel est prévu pour l'audience romaine et les besoins d'Auguste alors que la seconde, plus profonde et cachée, reflète le point de vue de l'auteur et sa reconstruction historique.
À l'époque romaine, Virgile prend Homère pour modèle dans la composition de son épopée, l’Énéide, qui relate le mythe des origines troyennes de Rome et glorifie indirectement Auguste. L'histoire prend la suite d'Homère sur plusieurs plans : sur le plan narratif, puisque le principal héros, Énée, est un prince troyen qui apparaît dans l’Iliade ; et sur le plan thématique, puisque la première moitié de  l’Énéide relate un voyage en mer dans le style de l’Odyssée, tandis que la seconde moitié décrit les batailles menées par Énée pour s'établir dans le Latium, dans le style de l’Iliade.